# Elineberg

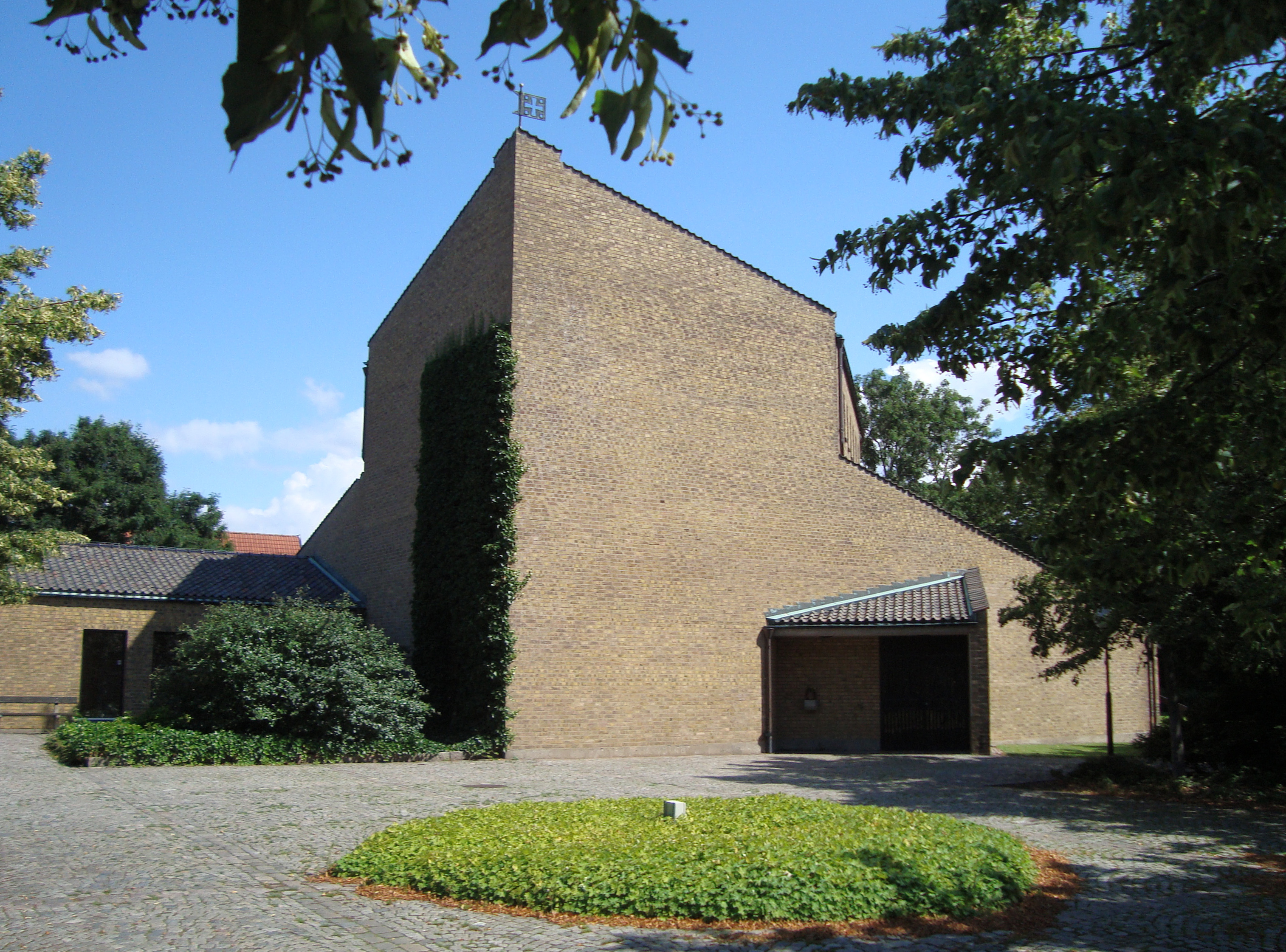
Elinebergskyrkan.

Elineberg är en stadsdel i sydöstra Helsingborg som till största delen byggdes upp mellan åren 1957 och 1965. Till området hör en grundskola, Elinebergsskolan, och en kyrka, Elinebergskyrkan. Elineberg har även en egen fritidsgård, Elinebergs fritidsgård. Den 31 december 2020 hade statistikområdet Elineberg 2 730 invånare.

## Stadsbild
Stadsdelen avgränsas i norr av Jordbodalen och i väster av Malmöleden (E4). I norr gränsar den mot stadsdelen Närlunda, i väster mot Eskilsminne och i söder mot Ramlösa. 
Bebyggelsen är indelad i två områden, som avskiljs från varandra genom Ramlösavägen: Gamla Elineberg i norr och det nyare bostadsområdet i söder. 
Gamla Elineberg uppfördes på 1950-talet och består av friliggande nyrealistiska flerbostadshus i gult tegel med röda sadeltak. Byggnaderna är arrangerade kring gatorna Liebäckskroken och Harlyckegatan och de nordligaste husen vetter ut mot Jordbodalens grönska. På grönytorna mellan femtiotalsbyggnaderna har tre hus i åtta och elva våningar byggts på 2010-talet, då även centrumbyggnaden i en våning med närbutik och samlingslokal revs.
Området söder om Ramlösavägen består av två olika typer av bebyggelse. Större delen av byggnaderna utgörs av låghus arrangerade utmed de tre säckgatorna Luggudegatan, Häradsgatan och Domaregatan. Byggnaderna är utförda som smalhus där samtliga lägenheter är genomgående. Byggnaderna på gatorna södra sida är arrangerade i u-formade grupper, medan de på den norra sidan endast är placerade parallellt mot varandra med kortsidan mot gatan. Husen kring de två nordligaste gatorna är utförda genom att skivor i gult tegel synes dela av huset i enheter. Mellan skivorna ligger balkonger med räcken av korrugerad plast längs byggnadernas södra eller västra fasader, medan skuggfasaderna är utförda i vita betongplattor. På en del av husen har tegelskivorna täckts med gul puts. Byggnaderna runt den sydligaste gatan har en liknande skivverkan, men har istället vitmålade tegelfasader och balkongräcken av brunmålade liggande träpaneler. 
Längst i norr ligger de fem punkthus på 11 till 15 våningar, Elinebergshusen, som kommit att utgöra ett markant inslag i Helsingborgs stadsbild längs infartsvägen Malmöleden. Höghusen anknyter till den lägre bebyggelsen genom samma skivverkan, men här är förskjutningen mellan skivorna större, vilket ger de relativt bastanta husen ett lättare intryck. Sydost om punkthusen ligger Elinebergs centrum, som utgörs av tidsenlig centrumbebyggelse i ett plan, arrangerad kring ett intimt torg. Planer finns för att bebygga parkeringsytan med ännu högre hus upp till 26 våningar; ritningarna är av Kim Utzon (son till de existerande höghusens arkitekt Jörn Utzon).
Längre österut ligger Elinebergsskolan, med byggnadskroppar ut mot punkthusen och Ramlösavägen och en innanförliggande skolgård. Skolan är utförd med gavel- och hörnpartier i gult tegel mellan vilka fönsterband breder ut sig längs fasaden. Detta ger byggnaden en stark horisontell verkan, som förstärks av vitmålade våningsavskiljande träpaneler mellan fönsterbanden. Samma paneler breder ut sig längs takfoten. Öster om Elinebergsvägen ligger Elinebergskyrkan som även denna är utförd i gult tegel. Dessa fasader är dock massiva med endast ett fåtal öppningar. Kyrkan anses ha så höga arkitektoniska värden att den har inkluderats i kulturminneslagen om kyrkobyggnader, som annars endast gäller byggnader uppförda före 1940.

## Historik
Området för den nuvarande stadsdelen låg strax öster om den gamla byn Västra Ramlösa, som omnämns i skrift första gången redan 1349. Fram till 1800-talet var bebyggelsen i området mycket sparsam och markerna utnyttjades som fäladsmark av invånarna i Västra Ramlösa. I områdets nordligaste del, vid Gåsebäcken i Jordbodalen, låg Gåsebäcksmöllan, omnämnd redan 1641 som "vattenmjölkvarn med tvenne par stenar". Genom betesmarkerna skar landsvägen mellan byn och Helsingborg, via Gåsebäcksmöllan, genom området, en väg som kom att bli mer utnyttjad efter Ramlösa hälsobrunns tillkomst 1707. Den första egentliga bebyggelsen på platsen var gården "Lilla Gåsebäck", som vid mitten av 1880-talet byggdes upp längs landsvägen. Gården gick även stundom under namnet "Prestabostället", då den utgjorde ett kyrkohemman för Raus församling. Gården döptes dock senare om till "Elineberg" av dåvarande arrendatorn Nils Jönsson, efter dennes mor Elin.
Vid mitten av 1900-talet var Elinebergsgården med sina 34 hektar ett av Helsingborgstraktens största lantbruk. Dock hade stadens bebyggelse sakta vuxit sig närmre gården och på 1950-talet byggdes ett område strax söder om Jordbodalen ut med flerbostadshus. Området kallas numera Gamla Elineberg och husen är utförda i en väl anpassad efterkrigsfunkis med gula tegelfasader och sadeltak. De första husen stod klara 1954 och samma år genomfördes en tävling om utformningen av stadsplan för en fortsatt utbyggnad av gårdens marker. Av de 19 förslag som deltog blev det till slut det svenska arkitektkontoret Artons omarbetade förslag som genomfördes. Området började byggas 1957 och består av flera senmodernistiska flerbostadshus i tre våningar, utplacerade i nord-sydliga lameller. Elinebergsgården revs 1962 och på dess plats byggdes ett centrum tillsammans med fem punkthus på 11–15 våningar, ritade av Jørn Utzon, som stod klara 1965. År 1966 stod Elinebergskyrkan klar öster om bostadsområdet.

## Befolkningsutveckling
| Befolkningsutvecklingen i Elineberg 2000–2020 | Befolkningsutvecklingen i Elineberg 2000–2020 | Befolkningsutvecklingen i Elineberg 2000–2020 | Befolkningsutvecklingen i Elineberg 2000–2020 | Befolkningsutvecklingen i Elineberg 2000–2020 |
| --------------------------------------------- | --------------------------------------------- | --------------------------------------------- | --------------------------------------------- | --------------------------------------------- |
|                                               |                                               |                                               |                                               |                                               |
| År                                            |                                               |                                               | Folkmängd                                     |                                               |
| 2000                                          | 2000                                          |                                               | 2 125                                         |                                               |
| 2001                                          | 2001                                          |                                               | 2 100                                         |                                               |
| 2002                                          | 2002                                          |                                               | 2 128                                         |                                               |
| 2003                                          | 2003                                          |                                               | 2 127                                         |                                               |
| 2004                                          | 2004                                          |                                               | 2 127                                         |                                               |
| 2005                                          | 2005                                          |                                               | 2 115                                         |                                               |
| 2006                                          | 2006                                          |                                               | 2 138                                         |                                               |
| 2007                                          | 2007                                          |                                               | 2 131                                         |                                               |
| 2008                                          | 2008                                          |                                               | 2 134                                         |                                               |
| 2009                                          | 2009                                          |                                               | 2 181                                         |                                               |
| 2010                                          | 2010                                          |                                               | 2 280                                         |                                               |
| 2011                                          | 2011                                          |                                               | 2 301                                         |                                               |
| 2012                                          | 2012                                          |                                               | 2 356                                         |                                               |
| 2013                                          | 2013                                          |                                               | 2 333                                         |                                               |
| 2014                                          | 2014                                          |                                               | 2 326                                         |                                               |
| 2015                                          | 2015                                          |                                               | 2 375                                         |                                               |
| 2016                                          | 2016                                          |                                               | 2 596                                         |                                               |
| 2017                                          | 2017                                          |                                               | 2 682                                         |                                               |
| 2018                                          | 2018                                          |                                               | 2 693                                         |                                               |
| 2019                                          | 2019                                          |                                               | 2 722                                         |                                               |
| 2020                                          | 2020                                          |                                               | 2 730                                         |                                               |

## Demografi

### Befolkningssammansättning
Statistikområdet Elineberg hade 2 730 invånare den 31 december 2020, vilket utgjorde 2,4 % av befolkningen i hela Helsingborgs tätort (här alla statistikområden i Helsingborgs kommuns innerområde, motsvarande Helsingborgs tätort inklusive vissa närliggande småorter). Medelåldern var vid samma tid 41,2 år, vilket var något högre än medelåldern för resterande Helsingborg på 40,7 år. Åldersmässigt hade stadsdelen en större andel invånare i åldern 0 till 9 år, 30 till 39 år, samt 80 år och äldre än övriga staden. Resterande åldersgrupper var följaktligen underrepresenterade. Den största åldersgruppen inom statistikområdet var 30 till 39 år med 16,3 % av befolkningen.
Andelen personer med utländsk bakgrund, alltså personer som antingen är födda utanför Sverige eller har föräldrar som båda är födda utanför Sverige, var inom statistikområdet 40,8 %, vilket var högre än andelen för övriga Helsingborg med 30,3 %. Av de invånare som är födda utanför Sverige hade Elineberg en lägre andel personer födda i Norden samt övriga Europa och en märkbart högre andel födda utanför Europa än genomsnittet för staden. Efter Närlunda var det den stadsdel med högst andel födda utanför Europa.
| Åldersfördelning (2020) |        |  |  |  |
| Åldersgrupp             | Andel  |  |  |  |
| 0–9                     | 13,4 % |  |  |  |
| 0–9                     | 11,5 % |  |  |  |
| 10–19                   | 8,9 %  |  |  |  |
| 10–19                   | 10,7 % |  |  |  |
| 20–29                   | 14,3 % |  |  |  |
| 20–29                   | 14,7 % |  |  |  |
| 30–39                   | 16,3 % |  |  |  |
| 30–39                   | 14,1 % |  |  |  |
| 40–49                   | 10,8 % |  |  |  |
| 40–49                   | 12,1 % |  |  |  |
| 50–59                   | 10,4 % |  |  |  |
| 50–59                   | 12,5 % |  |  |  |
| 60–69                   | 9,0 %  |  |  |  |
| 60–69                   | 10,3 % |  |  |  |
| 70–79                   | 8,6 %  |  |  |  |
| 70–79                   | 8,8 %  |  |  |  |
| 80–                     | 8,1 %  |  |  |  |
| 80–                     | 5,1 %  |  |  |  |
|                         |        |  |  |  |
|                         |        |  |  |  |
| Medelålder              | 41,2   |  |  |  |
| Medelålder              | 40,7   |  |  |  |

| Utländsk bakgrund (2020)                |        |  |  |  |
|                                         |        |  |  |  |
| Andel                                   | 40,8 % |  |  |  |
| Andel                                   | 30,3 % |  |  |  |
| Födelseland (för födda utanför Sverige) |        |  |  |  |
| Region                                  | Andel  |  |  |  |
| Övriga Norden                           | 6,0 %  |  |  |  |
| Övriga Norden                           | 7,3 %  |  |  |  |
| Övriga Europa                           | 23,3 % |  |  |  |
| Övriga Europa                           | 37,8 % |  |  |  |
| Övriga Världen                          | 70,7 % |  |  |  |
| Övriga Världen                          | 54,8 % |  |  |  |

### Utbildning och inkomst
Befolkningen på Elineberg hade den 31 december 2020 en något lägre utbildningsnivå än Helsingborg som helhet. Andelen invånare mellan 20 och 64 år med endast förgymnasial utbildning låg över genomsnittet för staden och andelen med eftergymnasial utbildning var lägre än genomsnittet. Störst var andelen med högst 2-årig gymnasial utbildning, med 23,9 % och Elineberg var också den stadsdel med högst andel av denna utbildningsnivå i staden. Medelinkomsten för statistikområdet uppgick 2020 till 322 100 kronor jämfört med 402 800 kronor för Helsingborg som helhet. Kvinnornas medelinkomst uppgick till 87,8 % av männens, vilket var avsevärt mindre skillnad än för hela Helsingborgs tätort där andelen uppgick till ungefär 80 %. Efter Eneborg var Elineberg den stadsdel med minst inkomstskillnad mellan könen.
| Utbildningsnivå (2020) |        |  |  |  |
| Utbildning             | Andel  |  |  |  |
| Förgymnasial           | 20,5 % |  |  |  |
| Förgymnasial           | 13,2 % |  |  |  |
| Gymnasial (≤2 år)      | 23,9 % |  |  |  |
| Gymnasial (≤2 år)      | 16,8 % |  |  |  |
| Gymnasial (3 år)       | 23,5 % |  |  |  |
| Gymnasial (3 år)       | 25,8 % |  |  |  |
| Eftergymn. (<3 år)     | 15,5 % |  |  |  |
| Eftergymn. (<3 år)     | 16,8 % |  |  |  |
| Eftergymn. (≥3 år)     | 14,5 % |  |  |  |
| Eftergymn. (≥3 år)     | 24,4 % |  |  |  |
| Ingen uppgift          | 2,2 %  |  |  |  |
| Ingen uppgift          | 3,0 %  |  |  |  |

| Förvärvsinkomst (2020) |         |  |  |  |
| Kön                    | Inkomst |  |  |  |
| Kvinnor                | 299,6   |  |  |  |
| Kvinnor                | 356,9   |  |  |  |
| Män                    | 341,6   |  |  |  |
| Män                    | 446,6   |  |  |  |
| Samtliga               | 322,1   |  |  |  |
| Samtliga               | 402,8   |  |  |  |

### Sysselsättning och hälsa
Arbetslösheten för personer mellan 20 och 64 år uppgick år 2020 till totalt 18,4 %, vilket är avsevärt högre än genomsnittet för Helsingborg. Arbetslöshetstalen var på det stora hela lika mellan män och kvinnor. Den öppna arbetslösheten uppgick 2020 till 8,0 %. Andelen förvärvsarbetande uppgick 2019 till totalt 61,0 %. Av de förvärvsarbetande i stadsdelen pendlade 893 personer till arbeten utanför stadsdelen, medan 357 personer pendlade in till arbeten inom stadsdelen från boende utanför Elineberg.
Det genomsnittliga antalet utbetalda dagar med sjukpenning, arbetsskadesjukpenning, rehabiliteringspenning, sjukersättning och aktivitetsersättning från socialförsäkringen för stadsdelen uppgick år 2020 till 34 dagar, vilket var högre än de 23 dagar för Helsingborg som helhet. Ohälsotalet var större för kvinnorna än för männen.
| Arbetslöshet (2020) |        |  |  |  |
| Kön                 | Andel  |  |  |  |
| Kvinnor             | 18,3 % |  |  |  |
| Kvinnor             | 9,8 %  |  |  |  |
| Män                 | 18,4 % |  |  |  |
| Män                 | 10,2 % |  |  |  |
| Samtliga            | 18,4 % |  |  |  |
| Samtliga            | 11,1 % |  |  |  |

| Ohälsotal (2020) |       |  |  |  |
| Kön              | Dagar |  |  |  |
| Kvinnor          | 37    |  |  |  |
| Kvinnor          | 27    |  |  |  |
| Män              | 31    |  |  |  |
| Män              | 19    |  |  |  |
| Samtliga         | 34    |  |  |  |
| Samtliga         | 23    |  |  |  |